# Poniklá
Poniklá (krkonošským nářečím Poniklej, rod mužský) je obec v okrese Semily v Libereckém kraji. Žije v ní přibližně 1 100 obyvatel.
Sousedními obcemi sídla jsou Vysoké nad Jizerou, Víchová nad Jizerou, Roprachtice, Jablonec nad Jizerou a Jestřabí v Krkonoších.

## Historie
Pro název obce jsou dvě možná etymologická vysvětlení: buď podle byliny koniklec horský (staročeský název poniklec), která ve středověku rostla na okolních stráních, nebo podle menšího potoka, který se místy zcela ztrácí a opět se objevuje na jiném místě, "poniká" (příčinou tohoto úkazu jsou krasové útvary, které byly objeveny na přelomu století při těžbě kamene na výstavbu železniční tratě).
První dochované záznamy o „Ponyklé“ jsou z roku 1354, další z roku 1360 uvádějí název „Ponikli“. Základem existence zdejších obyvatel bývalo hlavně hospodaření na horských kamenitých políčkách. Již v 16. století patřila Poniklá k významným vývozcům plátna, a to podle ungeltních register z roku 1697. Podruzi pracovali v té době na lánových statcích, zpracovávali len, tkali plátna.
Ve druhé polovině 19. století končí období domácího tkalcovství a nastupuje tovární velkovýroba. Také v Poniklé zahajuje v roce 1896 provoz přádelna, která se až do svého uzavření v roce 1996 stala největším závodem v obci. V historii vesnice je však i údobí, kdy se vesničané živili dolováním železné rudy a tuhy. Proto se do znaku obce dostal hornický rumpál s okovem.
Od počátku 20. století se v Poniklé vyrábějí světově unikátní perličkové vánoční ozdoby. Postříbřené a barvené perličky o velikosti 4 až 8 milimetrů se původně foukaly pro výrobu bižuterie na export do zahraničí. Teprve ze zbytkového materiálu se jako vedlejší produkt vyráběly vánoční ozdoby.  Toto řemeslo bylo dne 17. prosince 2020 zapsáno na seznam nehmotného dědictví UNESCO.

## Přírodní poměry
Část vesnice stojí v údolí řeky Jizery v nadmořské výšce okolo 390 metrů, ale nejvýše postavené domy se nachází až v nadmořské výšce okolo 700 metrů. Při pohledu z kopců, které obklopují Poniklou ze všech stran vynikne okolní zeleň. Nejznámější je prastará lípa u statku Tomášových s obvodem kmene 665 cm a památný dub ve středu obce nebo veliký kaštan nedaleko kostela. Vzhledem k podhorské oblasti je rovněž zajímavý častý výskyt exotických dřevin.
Na loukách a mezích v Poniklé i v okolí najdete bohatou podhorskou květenu, mnoho léčivých bylin. Rostou tu i jinde málo obvyklé druhy - bledule jarní, světlík lékařský, třezalka tečkovaná, toten lékařský, tužebník jilmový, prvosenka jarní. Voní zde polštáře mateřídoušky obecné.

## Obyvatelstvo
| Rok            | 1869  | 1880  | 1890  | 1900  | 1910  | 1921  | 1930  | 1950  | 1961  | 1970  | 1980  | 1991  | 2001  | 2011  | 2021  |
| -------------- | ----- | ----- | ----- | ----- | ----- | ----- | ----- | ----- | ----- | ----- | ----- | ----- | ----- | ----- | ----- |
| Počet obyvatel | 2 341 | 2 390 | 2 421 | 2 597 | 2 966 | 2 517 | 2 441 | 1 445 | 1 507 | 1 387 | 1 327 | 1 176 | 1 208 | 1 105 | 1 045 |
| Počet domů     | 356   | 348   | 344   | 359   | 374   | 380   | 402   | 408   | 359   | 326   | 307   | 414   | 421   | 423   | 418   |

## Obecní správa

### Části obce
Obec Poniklá se skládá ze dvou katastrálních území a několika částí:
- k. ú. Poniklá: se rozkládá od východního (levého) břehu Jizery až po udolí Roudnického potoka a zahrnuje části Poniklá, Horní Doly, Mladkov, Nová Ves a Zabyly
- k. ú. Přívlaka: pokrývá západní (pravý) břeh Jizery a zahrnuje části Přívlaka, Jilem a Kopanina

### Starostové
- Michael Jan Tomíček (1789–1800)
- Květa Kavánová (1990–1998)
- Jan Holubec (1998–2002)
- Květa Kavánová (2002–2006)
- Miloslava Gembická (2006–2010)
- Tomáš Hájek – od 2010

### Obecní symboly
Znak a vlajka byly obci uděleny rozhodnutím předsedy Poslanecké sněmovny Parlamentu České republiky dne 19. května 1998.

## Společnost

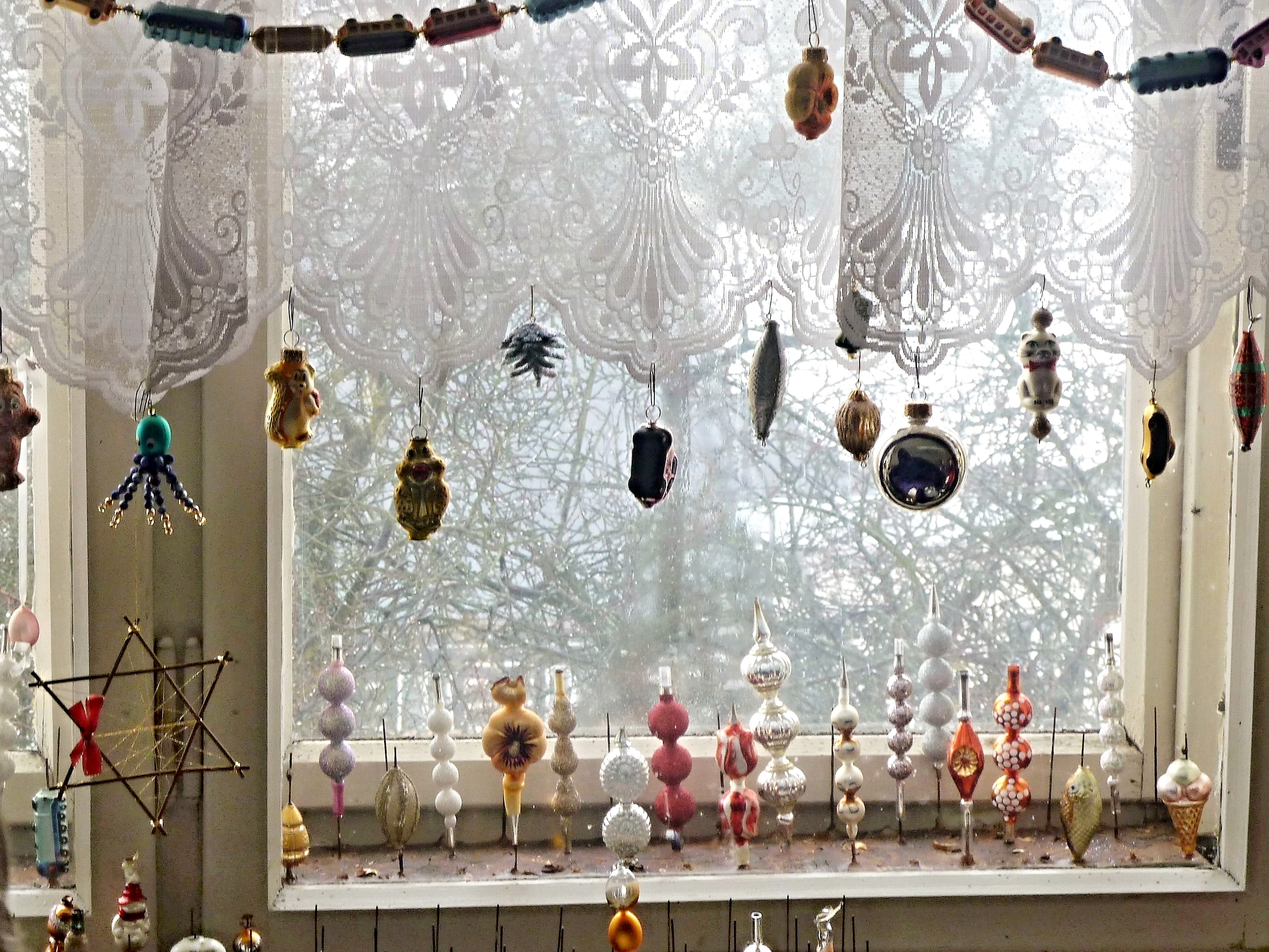
Skleněné vánoční ozdoby z Poniklé

### Divadlo
Již od roku 1835 se na území Poniklé hraje amatérské divadlo. V roce 1864 byla založena divadelní společnost, která sehrála první hru Pometetlář. V roce 1901 je oficiálně a podle všech pravidel ustanovena Vzdělávací ochotnická jednota J.J. Kolár, pojmenovaná podle Josefa Jiřího Kolára. Mezi světovými válkami patřil spolek k nejvýznamnějším a nejčinorodějším souborům na Jilemnicku, po zákazu během války obnovil svoji činnost v roce 1945. Po několika přestávkách soubor soustavně působí od roku 1997 pod hlavičkou Sokola pod názvem Divadelní spolek J.J. Kollar při T.J. Sokol Poniklá.

### Soutěž Vesnice roku
V roce 2022 se obec Poniklá zúčastnila celostátní soutěže Vesnice roku a získala v ní třetí místo. Výsledky soutěže, v níž zvítězila Kostelní Lhota z Nymburska a na druhém místě se umístila obec Třeštice z okresu Jihlava, byly vyhlášeny 17. září 2022 na festivalu Jarmark venkova v Luhačovicích.

## Pamětihodnosti
- Barokní kostel svatého Jakuba Většího byl vysvěcen roku 1682. Je jedním z nejstarších kostelů v okolí. Před sto lety byla v kostele provedena nová malba malířem Nejedlým z Nového Bydžova. Její původní krása byla obnovena v roce 1996 restaurátorskou školou z Litomyšle.
- Na jižní hranici katastrálního území Poniklá se dochovaly nepatrné zbytky Mladkovského hrádku.
- Kamenný silniční most v části Přívlaka, součást tzv. Krkonošské silnice z 19. století. [11]
- Socha svatého Jana Nepomuckého u kostela - vytvořená neznámým venkovským sochařem
- Krejčův statek je jedna z největších hospodářských usedlostí z roku 1833 má patrovou komoru s bohatě vyřezávanou lomenicí a pavláčkou. Hlavní lomenice tzv. lomnického typu na čelní straně je jednou z posledních v Podkrkonoší.
- Velkou tradici má v Poniklé výroba perličkových vánočních ozdob. Toto řemeslo bylo 17. prosince 2020 zapsáno na seznam nehmotného dědictví UNESCO. Dodnes se zde foukají skleněné perle různých tvarů a velikostí, z nichž se ozdoby sestavují.

## Rodáci
- Jaroslav Skrbek (1888–1954), akademický malíř, který se zde narodil a prožil rané dětství, proslul jako grafik a průkopník českého leptu
- Karel Tomíček (1814–1903), politik, spolupracovník Františka Ladislava Riegra
- Zdeněk Reiniš, odborník v oboru angiologie, je považován za zakladatele preventivní kardiologie v Československu.
- Jindřich Jindříšek (1857—1924), obchodník s hudebními nástroji, jeden z organizátorů protirakouského odboje mezi Čechy žijícími v Rusku.
- Jiří Václav Tuláček (1813–1867), ponikelský Achilles, hrdina prusko-rakouské války, písmák a lidový myslitel

## Galerie

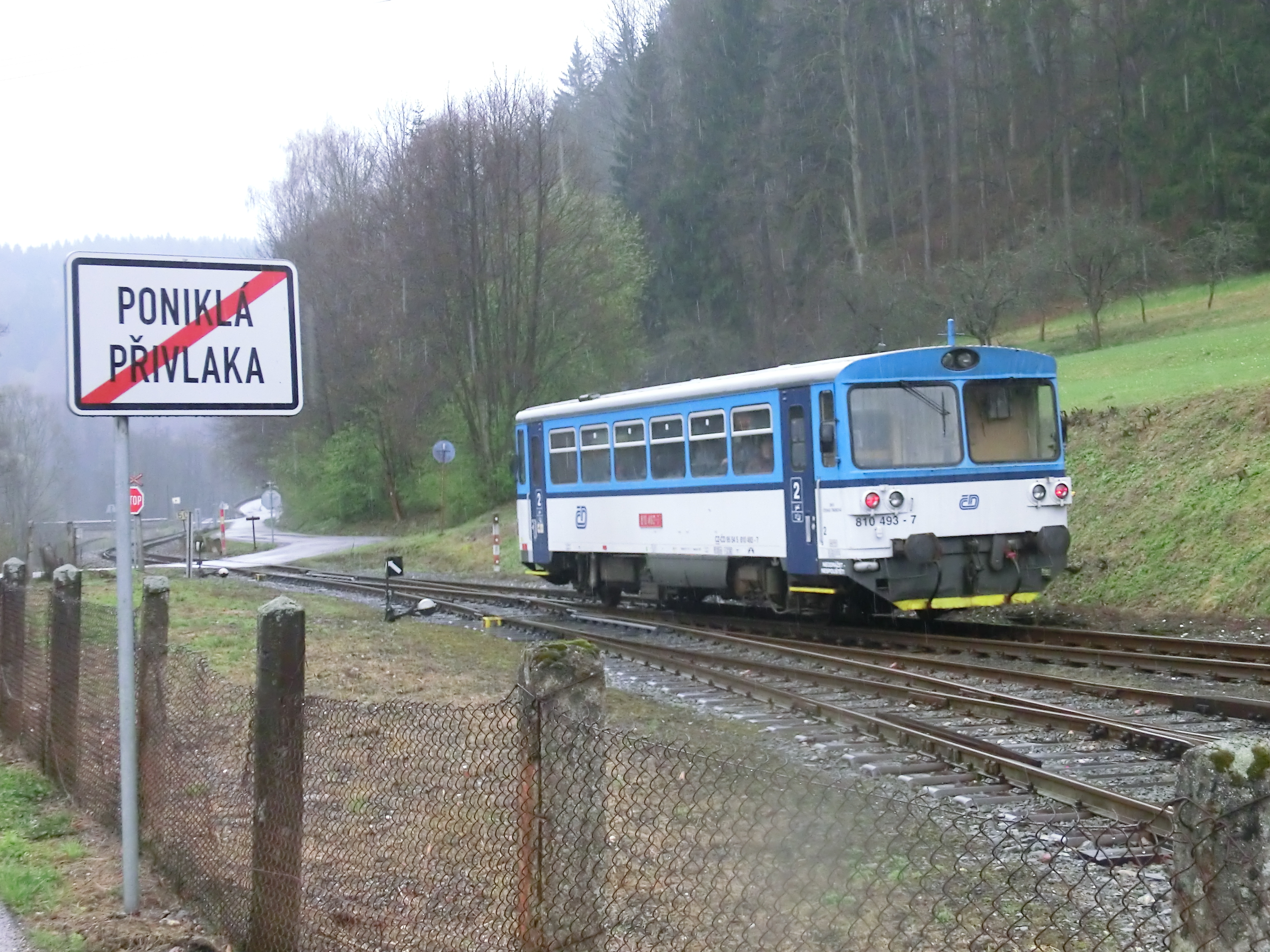
Motorový vůz 810.545 na nádraží v Poniklé
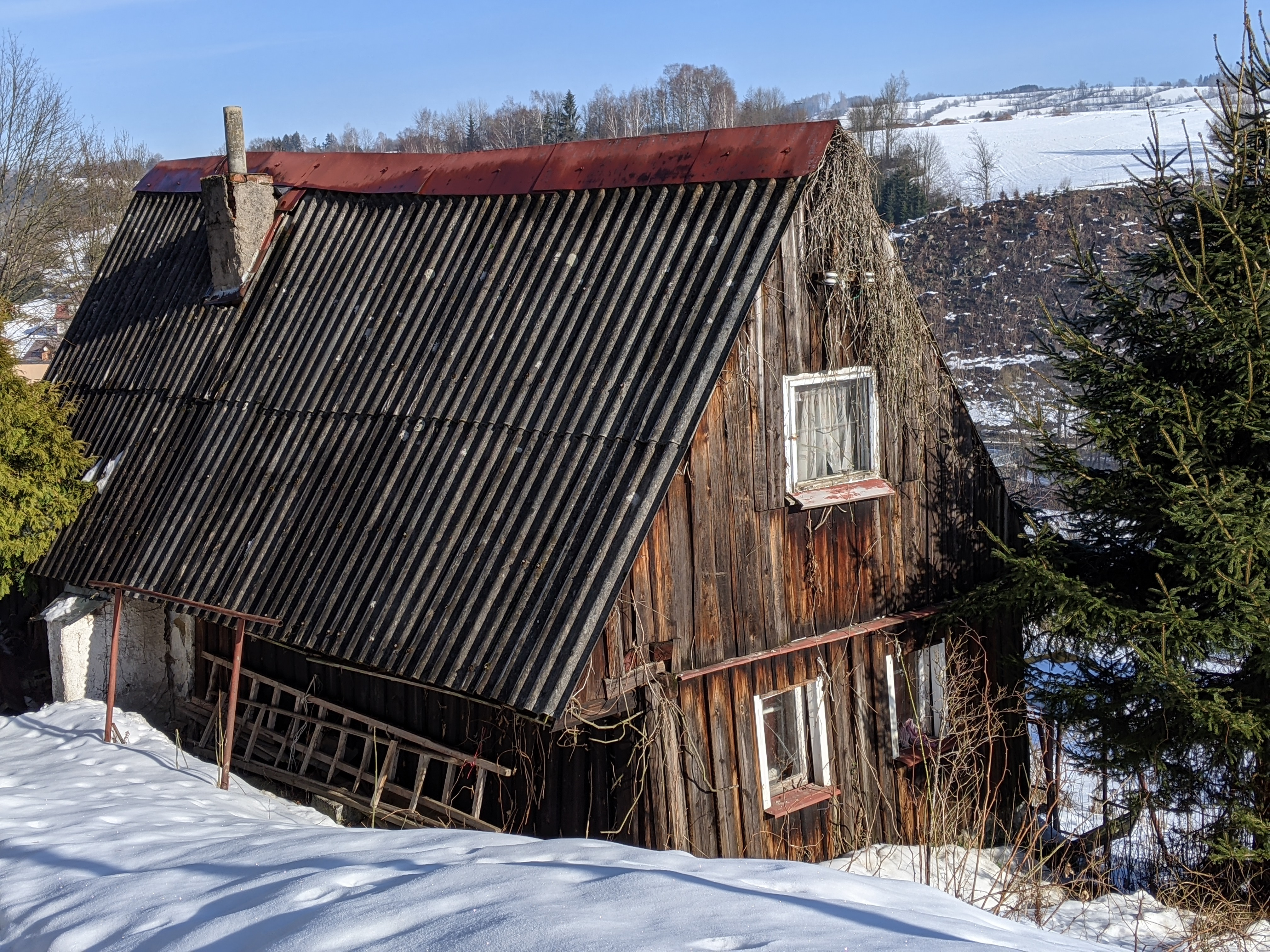
Chalupa čp. 455 v části Přívlaka
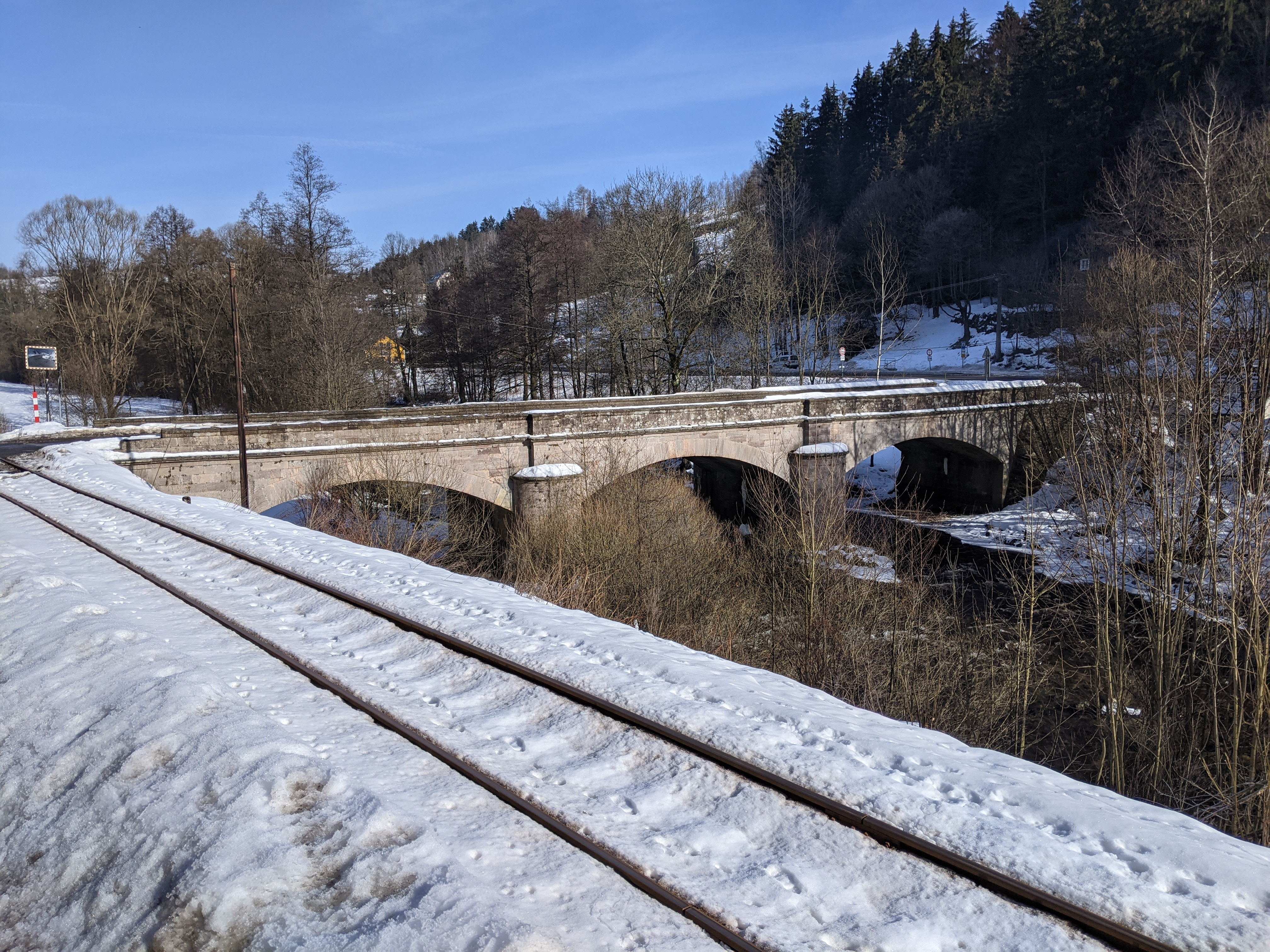
Kamenný most přes Jizeru v části Přívlaka
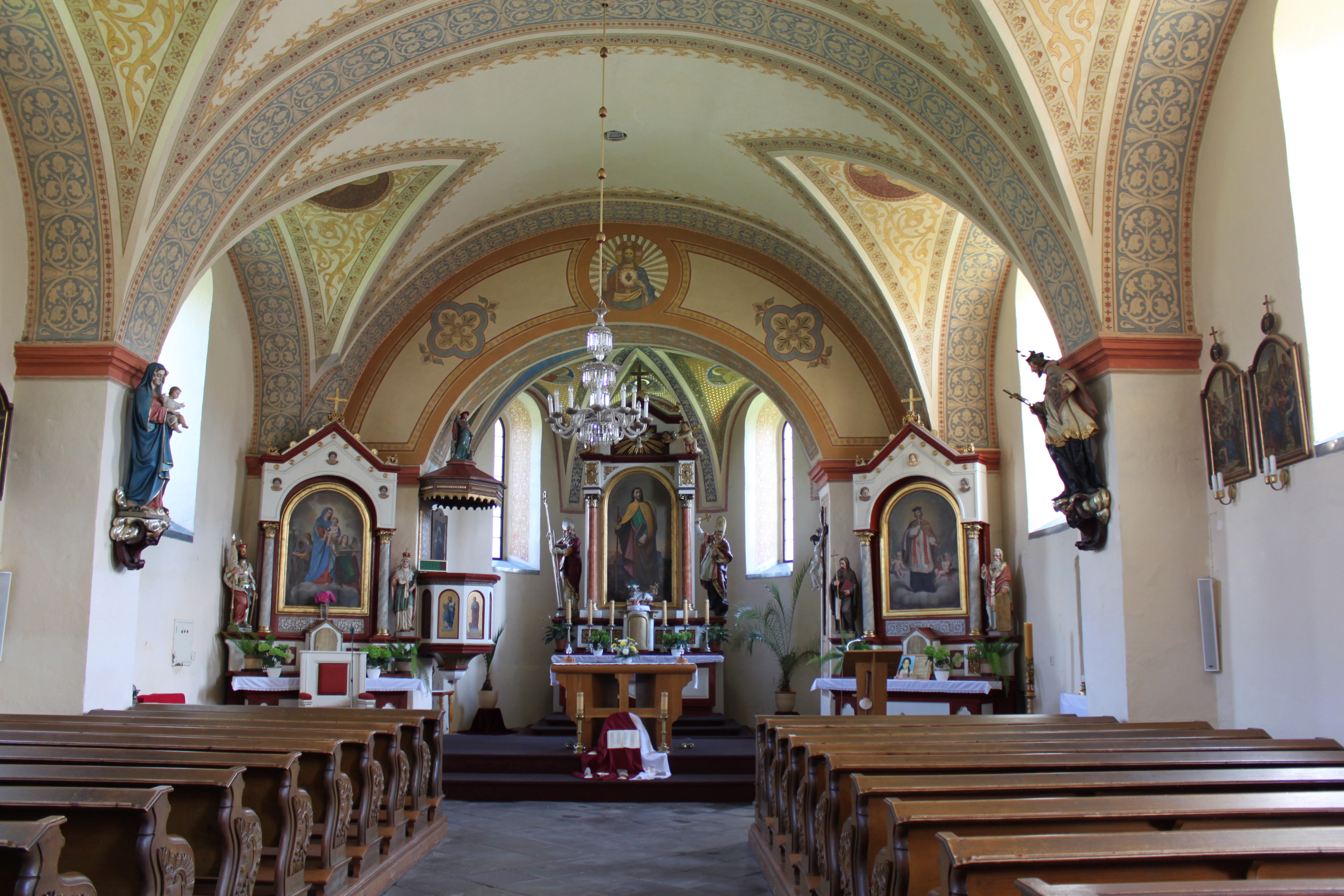
Interiér kostela svatého Jakuba
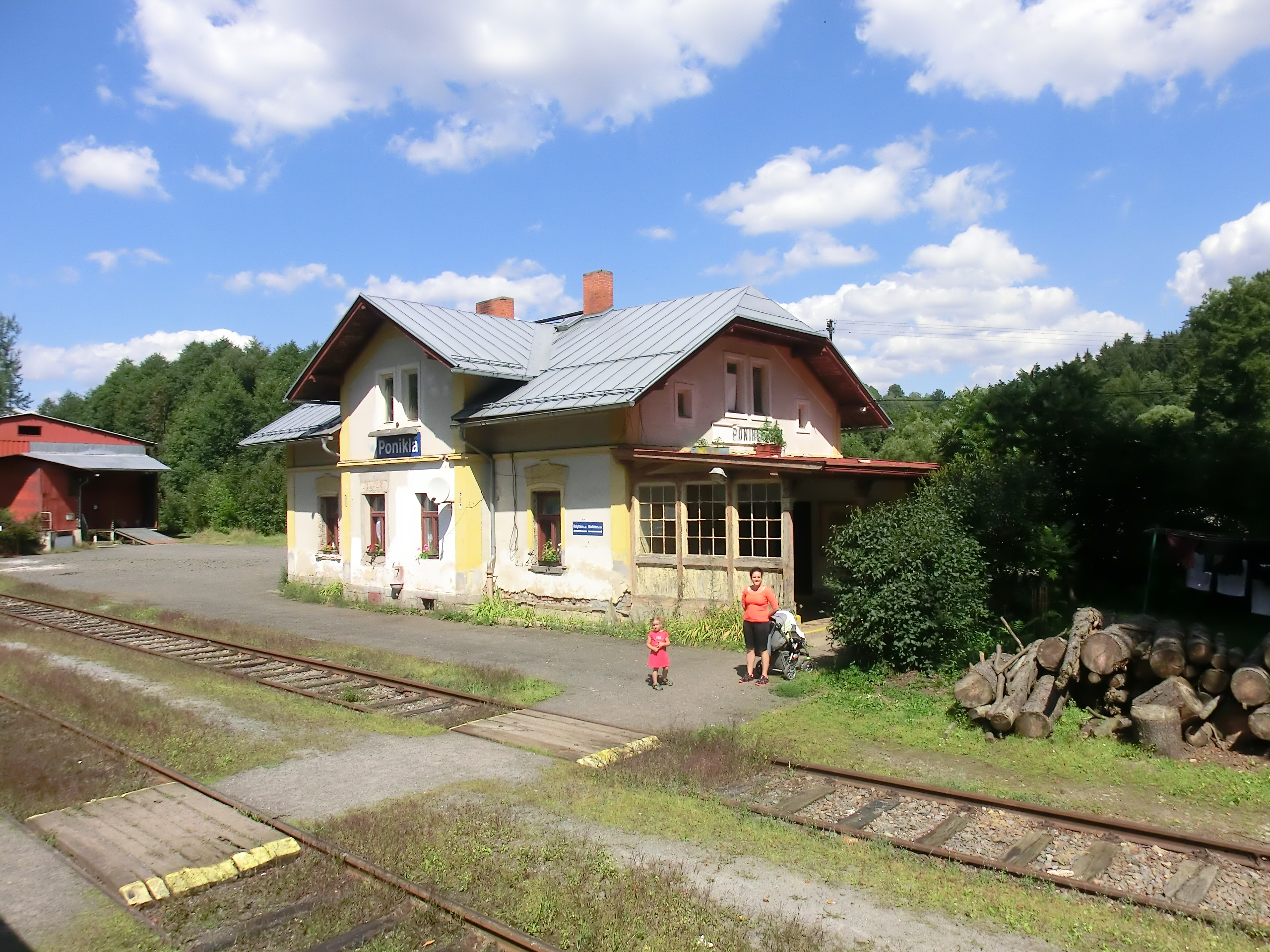
Nádraží v Poniklé